# Liste der Nummer-eins-Hits in Schweden (1991)
Diese Liste enthält alle Nummer-eins-Hits in Schweden im Jahr 1991. Es gab in diesem Jahr neun Nummer-eins-Singles und acht Nummer-eins-Alben.
| Singles | Alben |
| --- | --- |
| - Ainbusk Singers – Lassie - 4 Wochen (19. Dezember 1990 – 15. Januar 1991) - Enigma – Sadeness (Part I) - 4 Wochen (16. Januar – 12. Februar) - Seal – Crazy - 4 Wochen (13. Februar – 12. März) - Roxette – Joyride - 8 Wochen (13. März – 7. Mai) - Scorpions – Wind of Change - 8 Wochen (8. Mai – 2. Juli) - Zucchero & Paul Young – Senza Una Donna (Without a Woman) - 6 Wochen (3. Juli – 13. August) - Bryan Adams – (Everything I Do) I Do It for You - 12 Wochen (14. August – 5. November) - Marky Mark & The Funky Bunch feat. Loleatta Holloway – Good Vibrations - 2 Wochen (6. November – 19. November) - Michael Jackson – Black or White - 10 Wochen (20. November 1991 – 4. Februar 1992) | - Tomas Ledin – Tillfälligheternas spel - 10 Wochen (7. November 1990 – 15. Januar 1991) - Elton John – The Very Best of Elton John - 6 Wochen (16. Januar – 26. Februar) - Verschiedene Interpreten – Absolute Power Ballads - 6 Wochen (27. Februar – 9. April) - Roxette – Joyride - 16 Wochen (10. April – 30. Juli) - Verschiedene Interpreten – Absolute Reggae - 8 Wochen (31. Juli – 24. September) - Dire Straits – On Every Street - 2 Wochen (25. September – 8. Oktober) - Bryan Adams – Waking Up the Neighbours - 4 Wochen (9. Oktober – 5. November) - Eva Dahlgren – En blekt blondins hjärta - 13 Wochen (6. November 1991 – 4. Februar 1992) |